# Alou Harouna
Alou Harouna (* 24. März 1942 in Tillabéri; auch Alou Arouna) ist ein nigrischer Politiker und Diplomat.

## Leben
Alou Harouna besuchte Grundschulen in Madaoua und Bonkoukou und das Lycée National in Niamey. Er schloss ein Studium in Rechtswissenschaft ab und begann 1968 als Abteilungsleiter im Staatsdienst Nigers zu arbeiten. Im Kabinett des Innenministers stieg er zunächst zum Verwaltungsdirektor, dann zum technischen Berater auf. Er hielt sich 1972 zu einer einjährigen Fortbildung in Bordeaux auf. Im darauffolgenden Jahr wurde er Kabinettsdirektor des Innenministers Yansambou Maïga Diamballa.
Nach dem Sturz von Staatspräsident Hamani Diori am 15. April 1974 und dem Beginn der Herrschaft des Obersten Militärrats holte der neue Staatschef Seyni Kountché Alou Harouna in seine Regierung, der er bis 1982 angehörte. Von 8. Juni 1974 bis 21. Februar 1976 fungierte Harouna als Staatssekretär für Inneres. Das übergeordnete Amt des Innenministers hatte dabei zu Beginn und am Ende Kountché selbst inne, während es von 30. November 1974 bis 3. Juni 1975 von Idrissa Arouna ausgeübt wurde. Am 21. Februar 1976 wurde Harouna der der Präsidentschaftskanzlei beigeordnete Minister für Inneres. Ab 7. Juni 1976 amtierte er als Minister für öffentlichen Dienst und Arbeit sowie als Minister für Post und Telekommunikation. Diese Funktion hatte zuvor Mamadou Diallo Sory innegehabt, der nunmehr Innenminister wurde. Alou Harouna wurde am 10. September 1979 als Nachfolger von Mamadou Malam Aouami Justizminister. Mamadou Diallo Sory übernahm die Ressorts Post und Telekommunikation und Issoufou Mayaki die Ressorts öffentlicher Dienst und Arbeit. Harouna schied am 14. Juni 1982 aus der Regierung aus. Sein Nachfolger als Justizminister wurde Mahamadou Halilou Sabbo.
Am 5. August 1982 wurde Alou Harouna in der Nachfolge von Mahamane Karimou zum Botschafter Nigers in der Sowjetunion ernannt. Er war auch in der DDR akkreditiert. Am 23. Januar 1985 wurde Alhousseïni Mouloul zu seinem Nachfolger bestimmt. Harouna wurde am selben Tag in der Nachfolge von Abdou Garba zum Botschafter in Algerien ernannt. Als solchen löste ihn der am 12. Mai 1988 zum Botschafter ernannte Moustapha Tahi ab. Harouna wirkte später als Mitglied der nationalen Wahlkommission für das Verfassungsreferendum von 1992, die Parlamentswahlen von 1993 und die Präsidentschaftswahlen von 1993.
Alou Harouna ist verheiratet und hat mehrere Kinder.